# Arabinofuranan 3-O-arabinoziltransferaza
Arabinofuranan 3-O-arabinoziltransferaza (EC 2.4.2.47, AftC) je enzim sa sistematskim imenom alfa-(1->5)-arabinofuranan:trans,oktacis-dekaprenilfosfo-beta-D-arabinofuranoza 3-O-alfa-D-arabinofuranoziltransferaza. Ovaj enzim katalizuje sledeću hemijsku reakciju
Dodaje alfa-D-arabinofuranozilnu grupu sa trans,oktacis-dekaprenilfosfo-beta--arabinofuranoze u 3-O-poziciju alfa-(1->5)-arabinofurananskog lanca vezanog za beta-(1->5)-galaktofurananski lanac
Ovaj enzim je izolovan iz -{[[Mycobakterija smegmatis}-]]. On učestvuje u formiranju ćelijskog zida mikobakterija.

## Literatura
- Nicholas C. Price; Lewis Stevens (1999). Fundamentals of Enzymology: The Cell and Molecular Biology of Catalytic Proteins (Third изд.). USA: Oxford University Press. ISBN 019850229X.
- Eric J. Toone (2006). Advances in Enzymology and Related Areas of Molecular Biology, Protein Evolution (Volume 75 изд.). Wiley-Interscience. ISBN 0471205036.
- Branden C; Tooze J. Introduction to Protein Structure. New York, NY: Garland Publishing. ISBN 0-8153-2305-0.
- Irwin H. Segel. Enzyme Kinetics: Behavior and Analysis of Rapid Equilibrium and Steady-State Enzyme Systems (Book 44 изд.). Wiley Classics Library. ISBN 0471303097.

## Spoljašnje veze
- Arabinofuranan+3-O-arabinosyltransferase на 